# Carsten Carstensen
Carsten Carstensen (Prisser, Dannenberg, Lüchow-Dannenberg, 3 de abril de 1962) é um matemático alemão, professor da Universidade Humboldt de Berlim.

## Formação e carreira
Carstensen obteve o Abitur em Winsen an der Luhe em 1981 e serviu como oficial da reserva na Bundeswehr. A partir de 1983 estudou matemática e engenharia na Universidade de Hanôver. Depois de se formar em matemática obteve um doutorado em 1989. Obteve o diploma de engenheiro em 1992. Em 1993 obteve a habilitação. Depois de um tempo como Wissenschaftlicher Mitarbeiter na Heriot-Watt University em Edimburgo (1993–1995) lecionou como professor associado na Universidade Técnica de Darmstadt (1995–1996) e depois como professor na Universidade de Kiel (1996–2001) e na Universidade Técnica de Viena (2001–2003).
De 2000 a 2003 passou períodos mais longos de pesquisa no Mathematical Sciences Research Institute (MSRI) da Universidade da Califórnia em Berkeley, no Instituto Max Planck de Matemática nas Ciências e no Isaac Newton Institute.
Desde o final de 2003 é professor do Instituto de Matemática da Universidade Humboldt de Berlim. De 2010 a 2014 foi diretor executivo do Center of Computational Sciences Adlershof (CCSA) da Universidade Humboldt. De 2009 a 2014 também ocupou o cargo de professor na Universidade Yonsei na Coreia do Sul.
Carstensen também trabalhou como membro do conselho da Gesellschaft für Angewandte Mathematik und Mechanik (GAMM) e como professor de ligação para a Studienstiftung.

## Enfoque científico
O foco científico de Carstensen é em equações diferenciais parciais e equações integrais numéricas, modelagem matemática e computação científica.

## Prêmios e condecorações
- 1995: Prêmio Richard von Mises da Gesellschaft für Angewandte Mathematik und Mechanik (GAMM)[2]

## Publicações selecionadas
- Lineare Konstruktion und Anwendungen von Begleitmatrizen. Dissertation. Universität Hannover, 1989.
- Nonlinear interface problems in solid mechanics. Finite element and boundary element coupling. Habilitationsschrift, Universität Hannover, 1993.
- Editor com Stefan Funken, Wolfgang Hackbusch, Ronald H.W. Hoppe, Peter Monk: Computational electromagnetics. (Proceedings of the GAMM Workshop on Computational Electromagnetics, Kiel 2001). Springer, Berlin 2003, ISBN 978-3-540-44392-6.
- als Hrsg. mit Peter Wriggers: Mixed Finite Element Technologies. Springer, Wien/New York 2009, ISBN 978-3-211-99092-6.